# Editors
Az Editors egy 2002-ben alapított indie rock / post-punk zenekar az angliai Birminghamből. Jellegzetes hangzásuk alapja a sötét tónusú hangzatok ötvözése a sodró lüktetéssel. Szerzeményeik általában könnyen befogadhatóak, ugyanakkor nem nélkülözik a komor felhangokat. Eddig hat albumot adtak ki, amelyek közül három ("The Back Room", "An End Has A Start" és az "In This Light And On This Evening") platinalemez lett az Egyesült Királyságban. Leghíresebb számaik: Munich, Papillon, An End Has A Start, Smokers Outside The Hospital Doors, Sugar, Formaldehyde, Ocean Of Night, Magazine, No Sound But The Wind.

## Történetük
Az együttes tagjai a Staffordshire Egyetem zenetechnikai szakán ismerkedtek meg, az együttest 2002-ben alapították. Az együttes nevét sokáig váltogatták (korábban Pride és Snowfield néven is futottak), tagcsere is történt (Geraint Owen helyett Ed Lay érkezett a dobokhoz). A végleges név a 2004-ben történt lemezszerződés során alakult ki, amikor is a zenekar leszerződött a Kitchenware Recordshoz. Az együttest korábban a Fused magazin fedezte fel egy tehetség-kutató zenei rendezvény során.
Az Editors debütáló kislemeze a Bullets volt, melyet a Kitchenware Records 500 példányos limitált kiadásban jelentetett meg 2005. január 24-én. A zenei producer az a Gavin Gonaghan volt, aki korábban együtt dolgozott a The Whanggal és Scott Matthews-szal. 2005. július 25-én megjelent az együttes debütáló nagylemeze, mely a The Back Room nevet viselte, és egyből elnyerte a kritikusok és a rajongók tetszését. A Munich című dal a zenei slágerlistákon egészen a második helyig jutott, a lemez pedig közben platinává vált. 2006-ban az USA-ban is megjelent a lemez, 5 hónap alatt kb. 30000 korongot sikerült értékesíteni. Az USA-ban is nagy sikereket ért el az együttes, köszönhetően a Munich című felvételnek, ami az album abszolút legsikeresebb nótája.
2006-ban az együttes fellépett a Coachella és a Lollapalooza fesztiválokon is, ami hatalmas presztízzsel járt.
Az együttes világ körüli turnékat tartott és időközben elkészítette 2. nagylemezét An End Has A Start címmel, melyet 2007. június 25-én adtak ki.  Ez a lemez is platina lett a UK-ban, a lead single (Smokers Outside The Hospital Doors) volt a brit slágerlista hetedik helyén is. A további kislemezek a lemezről az album címét adó szám, a Racing Rats és a Push Your Head Towards The Air voltak. Az album kiadását követő hónapokban több fontos fesztiválon is játszottak, a számukra új terepet jelentő Ausztráliában és Új-Zélandon is. 2008 elején előbb az USA-ban turnéztak, majd előzenekarként részt vettek az R.E.M. európai turnéján.
A következő albumuk producerének Floodot kérték fel, aki korábban többek között a U2, a Depeche Mode és a Nine Inch Nails albumain dolgozott. 2009 januárjáig már körülbelül 20 számot írtak az új lemezre. Az év áprilisát a dalok felvételével töltötték. Június 2-án bejelentették, hogy az új LP címe In This Light And In This Evening lesz. Az album október 12-én került forgalomba, és a UK-ban rögtön az első helyen debütált. A lead single, a Papillon című szám nem csak Nagy-Britanniában, de Belgiumban is vezette a slágerlistákat. A további kislemezek, az Eat Raw Meat=Blood Drool és a You Don't Know Love sokkal kisebb sikert értek el. Az In This Light... hangzásvilága más volt, mint az Editors korábbi albumaié, inkább a Depeche Mode-ra, különösen a Black Celebration lemezre hasonlított.
2010. november 25-én Tom Smith, a csapat énekese bejelentette, hogy elkezdtek dolgozni egy új albumon, aminek a produceréül ismét Floodot kérték fel. 2011 elején hosszabb idő után ismét élőben játszottak a Royal Albert Hall-ban, ahol két új számot, a Two-Hearted Spidert és a The Sting-et is bemutattak. A koncert bevételével egy rákos kamaszokat támogató alapítványt támogattak. 2012. április 16-án bejelentették, hogy Chris Urbanowicz gitáros közös megegyezéssel elhagyja a zenekart, mivel máshogy képzelték el az együttes jövőjét. Ezért két új tagot vettek be, Justin Lockey-t és Elliot Williams-t. 2013. április 8-án Smith egy Twitter-bejegyzés útján tudatta, hogy az új album felvételei befejeződtek. A (The) Weight Of Your Love címet viselő albumot végül június 28-án adták ki.

## Zenei stílus
Nagy hatással volt rájuk az indie-zene kiemelkedő együttesei közül például az Interpol, Franz Ferdinand, a Chameleons, a Joy Division, az Echo & The Bunnymen, később a Depeche Mode, az R.E.M. és a U2. Az első két lemezt főleg a Joy Division, az Interpol és az Echo & The Bunnymen zenéjéhezhez hasonlították, a harmadik Depeche Mode-szerű, a negyedik U2, R.E.M. és Bruce Springsteen-hatásokat mutat. Későbbi lemezeik ezeknek a keverékei.

### A következő számokat dolgozták fel eddig
Orange Crush (R.E.M)
Half A World Away (R.E.M.)
Lullaby (The Cure)
Dancing In The Dark (Bruce Springsteen)
Feelgood Inc (Gorillaz)

## Lemezek

### The Back Room (2005. július 25.)
```
  1. "Lights" – 2:32
  2. "Munich" – 3:46
  3. "Blood" – 3:29
  4. "Fall" – 5:06
  5. "All Sparks" – 3:33
  6. "Camera" – 5:02
  7. "Fingers in the Factories" – 4:14
  8. "Bullets" – 3:09
  9. "Someone Says" – 3:13
 10. "Open Your Arms" – 6:00
 11. "Distance" – 3:38
```

### An End Has a Start (2007. június 25.)
```
  1. "Smokers Outside the Hospital Doors" – 4:59
  2. "An End Has a Start" – 3:47
  3. "The Weight of the World" – 4:20
  4. "Bones" – 4:08
  5. "When Anger Shows" – 5:47
  6. "The Racing Rats" – 4:19
  7. "Push Your Head Towards the Air" – 5:46
  8. "Escape the Nest" – 4:45
  9. "Spiders" – 4:02
 10. "Well Worn Hand" – 2:56
 11. "A Thousand Pieces" – 3:41 (iTunes exclusive, Japanese edition bonus track)
 12. "Open Up" (Japanese edition bonus track)
```

### In This Light And On This Evening (2009. október 12.)
```
  1. "In This Light and On This Evening" 4:23
  2. "Bricks and Mortar" 6:23
  3. "Papillon" 5:26
  4. "You Don't Know Love" 4:41
  5. "The Big Exit" 4:46
  6. "The Boxer" 4:42
  7. "Like Treasure" 4:54
  8. "Eat Raw Meat = Blood Drool" 4:55
  9. "Walk the Fleet Road" 3:47
 CD2 (deluxe edition) & iTunes pre-order bonus tracks
  1. "This House Is Full of Noise" 6:22
  2. "I Want a Forest" 3:59
  3. "My Life as a Ghost" 4:33
  4. "Human" 3:13
  5. "For the Money" 5:53
```

### The Weight Of Your Love (2013. június 28.)[10]
1. "The Weight" 4:32
2. "Sugar"
3. "A Ton Of Love" 3:58
4. "What Is This Thing Called Love" 4:12
5. "Honesty" 4:49
6. "Nothing" 5:15
7. "Formaldehyde" 3:50
8. "Hyena" 3:39
9. "Two Hearted Spider"  4:30
10. "The Phone Book" 4:31
11. "Bird Of Prey" 4:46